# 交換正孔
多電子系における交換正孔（またはフェルミ正孔）とは、あるスピンを持つ電子の周囲に仮想的に存在する正孔のこと。
多電子系ではパウリの排他原理により電子間に交換相互作用が働き、あるスピンを持つ電子の周囲では同じ向きのスピンの電子の存在確率が小さくなる。このとき全空間での電子密度の減少分はちょうど電子1個分である。よってこの領域には仮想的な正孔が１個存在していると見なせる。この正孔のことを交換正孔と呼ぶ。